# ピアノ四重奏曲第2番 (ドヴォルザーク)
ピアノ四重奏曲第2番（ピアノしじゅうそうきょくだい2ばん）変ホ長調 作品87（B.162）は、アントニン・ドヴォルザークが作曲したピアノ四重奏曲。作曲は1889年の夏季に彼が田舎暮らしをしていたヴィソカーで行われた。

## 概要
ドヴォルザークは1885年に出版社のジムロックから新作のピアノ四重奏曲の依頼を受けた。しかし、このとき既に国際的名声を手にしていた彼は多忙であり、ようやく本作に着手できたのはオペラ『ジャコバン党員』を完成した後の1889年のことだった。作曲の筆は7月から8月にかけて進められていき、その後には交響曲第8番が続くことになる。彼は友人のアロイス・ゲブルに宛てて「ただ旋律が湧き上がってくる」と書き送っており、作曲は順調に進められたようである。初演は1890年11月23日に、ピアノ四重奏曲第1番の場合と同じくプラハの芸術家の集まりによるコンサートで行われた。この初演の後に書かれたのがピアノ三重奏曲第4番『ドゥムキー』である。
この作品は前作よりも込み入った複雑な楽曲となっており、筆致には新しい独自の発想が盛り込まれている。弦楽器畑のドヴォルザークは元来ピアノの効果的な使用を苦手としていたが、作曲家としての経験を積んだ彼は本作でピアノから打楽器的な効果や豊かな響きを引き出すことに成功している。民謡を用いながらもこの曲に示されるような汎ヨーロッパ的な側面により、彼の作品は広く人々に愛されるのである。

## 楽曲構成
4つの楽章で構成される。演奏時間は約35分。

### 第1楽章
Allegro con fuoco 4/4拍子 変ホ長調
ソナタ形式。弦楽器がユニゾンで示す譜例1に対して、ピアノが遠隔調の変ロ短調で応じる。この開始部分は楽章の先行きを暗示するものである。
譜例1
推移に続いてヴィオラより新しい主題が提示され、ヴァイオリンに受け渡される（譜例2）。その後は譜例1を交えたコデッタが置かれる。
譜例2
提示部の反復は指示されておらず、冒頭のユニゾンのモチーフで展開部へと移行する。展開部では第1主題が中心となり、経過句のリズム要素が差し挟まれる。譜例1の再現は主調ではなく変ロ短調で行われる。間を置かずに譜例2の再現となるが、調性はロ長調である。大きく盛り上がった後にポコ・ソステヌート・エ・トランクィロに落ち着くコーダでは、ヴァイオリンとヴィオラが交代しながらトレモロで譜例1を奏していく。トレモロの役割をチェロに引き継ぎ、最後に今一度勢いをつけて楽章は結ばれる。

### 第2楽章
Lento 4/4拍子 変ト長調
この楽章は5つの異なる主題が順に奏される構成になっており、3番目と5番目は相互に関係している。後半ではその5つの並びが編曲を変えて同じ順に演奏される。最初の主題はチェロが導入するもので（譜例3）、これに対してピアノが応答していく。
譜例3
2番目の主題はヴァイオリンによって歌われ、他の楽器は伴奏に徹する。続く3番目の主題はピアノに対して弦楽器が合の手を入れる形で進められる。急に激したかと思うと4番目の主題が重々しく出される（譜例4）。
譜例4
5番目の主題は弱音で愛らしく提示される。ひとつ目の主題に戻り、ここでは冒頭と同じくチェロとピアノの対話が曲を進行する。2番目の主題はピアノへと変更され、3番目の主題は弦楽器とピアノの対話で構成される。4番目の主題では主題を奏でるピアノを弦楽器がバックアップし、5番目の主題もやはりピアノが主体となる。最後の主題を結尾に用い、ごく静かに幕が閉じられる。

### 第3楽章
Allegro moderato, grazioso 3/4拍子 変ホ長調 – Un pochettino più mosso ロ長調
レントラーやワルツに通じるものがある楽章で、作品中で最も民俗色を感じさせる舞曲風の楽章となっている。4小節の導入に続き、ヴァイオリンとヴィオラが主題を導入する（譜例5）。
譜例5
エピソード的な材料と交代しながら譜例5が味付けを変えながら繰り返されていく。3度目の主題の登場時のピアノの音型について、ドヴォルザークの伝記作家であるジョン・クラパムはツィンバロムを想起させると述べている。やがてヴィオラとヴァイオリンのトレモロを合図に中間部となり、速度を上げて新しい主題が提示される（譜例6）。ここでのピアノ書法にはダルシマーを思わせるものがある。
譜例6
譜例6を長調、短調、長調で奏した後にダル・セーニョが置かれて第1部の途中へと戻り、第1部を終えたところで終結となる。

### 第4楽章
Finale: Allegro ma non troppo 2/2拍子 変ホ短調
ソナタ形式。冒頭から全楽器のユニゾンにより、ジプシー色を帯びた主題が提示される（譜例7）。
譜例7
同音連打に始まるエピソードが挿入され、対位法的な展開を経た後に譜例8がヴィオラから出される。一度は落ち着くが、同音連打のエピソードと譜例7によるコデッタで結ばれて提示部の反復となる。
譜例8
展開部は主として譜例7を扱って進められ、この主題の音価を拡大した音型も用いられる。同音連打のエピソードを用いて締めくくられると、ヴィオラによる譜例7の再現へとスムーズに移行する。譜例8の再現はやはりヴィオラが先導し、弱音へと落ち着いていく。最後にはごく短いコーダがあり、堂々と全曲を完結させる。